# Eumecocera trivittata
Eumecocera trivittata är en skalbaggsart som först beskrevs av Stefan von Breuning 1947.  Eumecocera trivittata ingår i släktet Eumecocera och familjen långhorningar. Inga underarter finns listade i Catalogue of Life.